# Protecció civil

Símbol internacional de defensa

La protecció civil és el sistema pel qual un país organitza la protecció i l'assistència per a tots davant qualsevol tipus d'accident o catàstrofe, així com la salvaguarda dels béns i del medi ambient.
El sistema de protecció civil està format per diferents serveis i recursos, públics i privats, i diferents nivells de les administracions públiques. Per fer-ho, actua abans, durant i després de les emergències.
A Catalunya, les autoritats de protecció civil són l'alcalde o alcaldessa, en l'àmbit municipal, i el conseller o consellera d'Interior i Seguretat Pública, en l'àmbit de Catalunya. Les autoritats de protecció civil són els directors o directores dels plans dels respectius àmbits territorials.

## Història
Protecció civil neix el 12 d'agost de 1949 en el Protocol 2 addicional a la Convenció de Ginebra Protecció a les víctimes dels conflictes armats internacionals, que és una de les disposicions atorgades per a facilitar el treball de la Creu Roja. Aquesta disposició indica: 
S’entén per «protecció civil» el compliment d’algunes o de totes les tasques humanitàries que s’esmenten a continuació, destinades a protegir la població civil contra els perills de les hostilitats i de les catàstrofes i a ajudar-la a recuperar-se dels efectes immediats que se’n deriva, així com a facilitar-li les condicions necessàries per sobreviure
Aquestes condicions són les següents:
1. Servei d’alarma.
2. Evacuació.
3. Habilitació i organització de refugis.
4. Aplicació de mesures d’enfosquiment.
5. Salvament.
6. Serveis sanitaris, inclosos els de primers auxilis, i assistència religiosa.
7. Lluita contra incendis.
8. Detecció i assenyalament de zones perilloses.
9. Descontaminació i mesures similars de protecció.
10. Provisió d’allotjament i proveïments d’urgència.
11. Ajuda en cas d’urgència per al restabliment i el manteniment de l’ordre en les zones damnificades.
12. Mesures d’urgència per al restabliment dels serveis públics indispensables.
13. Serveis funeraris d’urgència.
14. Assistència per a la preservació dels béns essencials per a la supervivència.
15. Activitats complementàries necessàries per a l’acompliment de qualsevol de les tasques esmentades, incloent-hi la planificació i l’organització.

S'entén per organismes de protecció civil els establiments i altres unitats creats o autoritzats per l'autoritat competent per una banda en conflicte per a realitzar qualsevol de les tasques esmentades i destinats i dedicats exclusivament a l'acompliment d'aquestes tasques.
S'entén per personal d'organismes de protecció civil les persones assignades d'una banda en conflicte exclusivament a l'acompliment de les tasques esmentades, inclòs el personal assignat exclusivament a l'administració d'aquests organismes per l'autoritat competent d'aquesta part.
S'entén per material d'organismes de protecció civil l'equip, els subministraments i els mitjans de transport utilitzats per aquests organismes en l'acompliment de les tasques esmentades. El seu postulat bàsic és: La Salvaguarda de la vida de les persones, els seus béns i l'entorn.
El 8 de juny de 1977, es va adoptar, a Ginebra, el Protocol Addicional als Convenis de Ginebra del 12 d'agost de 1949 relatiu a la Protecció de les Víctimes dels Conflictes Armats Internacionals (Protocol I). El citat Protocol va ser aprovat per la Cambra de Senadors de l'H. Congrés de la Unió, el dia 21 de desembre de 1982, segons Decret publicat en el Diari Oficial de la Federació el dia 24 de gener de 1983, i promulgat el dia 22 de desembre de 1983.
L'emblema internacional de protecció civil es troba estipulat en l'article No. 66 d'aquest Protocol, i diu: Art. 66.- El signe distintiu internacional de protecció civil consisteix en un triangle equilàter blau sobre fons color taronja, quan s'utilitzi per a la protecció dels organismes de protecció civil, del seu personal, els seus edificis i el seu material o per a la protecció de refugis civils.

## Simbologia
L'any 1949, just quan la Lliga de les Nacions, a la qual pertanyia la Creu Roja, debatia per la implementació de les tasques de protecció civil, a través d'un cos de caràcter civil i ja previst en el seu postulat bàsic, es llança una convocatòria per a buscar un distintiu que permetés el reconeixement d'aquesta disciplina a nivell mundial. Moltes nacions participen i és la d'Israel la qual guanya amb el símbol de l'Estrella de David emmarcada en un cercle de color ataronjat dintre d'un quadrat de color groc.
Com que no complia amb el requisit de representar a un organisme neutral, apolític i laic, s'hi apliquen algunes modificacions: l'Estrella de David es va modificar, ja que només representava a un poble, i el més important, a una religió, cosa que protecció civil no pot admetre per ser imparcial. Per aquesta raó és modificada, deixant només el triangle superior. Els colors i la simbologia representen el següent: Triangle de Color Blau: simbolitza la prevenció, ja que el blau és un color que proporciona tranquil·litat i protecció (per aquest motiu els cossos policials l'utilitzen), al mateix temps el triangle en totes les religions representa l'ésser suprem o energia protectora pel que els països amb una forta influència religiosa dins de la seva vida quotidiana, no van oposar-se en acceptar-lo. Cada costat del triangle representa a cada força (en el Districte Federal) que atén una emergència, és a dir, el Govern, els grups voluntaris i la població en general, sempre en la base, ja que es depassarà la capacitat de resposta de qualsevol organisme pel simple fet d'estar en el lloc de la contingència. Cercle Ataronjat: aquest color representa l'acceleració del metabolisme i manté en alerta a la persona, a més de proporcionar a qui ho porta visibilitat, impedint accidents per falta d'aquesta. El Quadre Groc: Aquest color al final va ser rebutjat, però potser és el que més contingut tingui o el qual més parli referent a l'actitud de les persones, ja que representa al semàfor, en el qual el groc (ambar) al parpellejar indica un senyal de preventiva, però en realitat indica un senyal d'alerta sobre un perill imminent. Per aquest motiu s'hagi d'estar alerta de les conseqüències d'un problema donat.

## Funcions
Les funcions de la protecció civil són:
- Previsió: actuacions que s'enfoquen a identificar el risc, avaluar-lo i conèixer el seu impacte en el territori.
- Prevenció: actuacions prèvies de vigilància que s'encaminen tant a la disminució dels riscos com a la detecció immediata.
- Planificació: establir i determinar les respostes davant de situacions d'emergència amb l'objectiu de gestionar i coordinar les actuacions dels diferents grups operatius i organismes que intervenen en l'emergència.
- Intervenció: conjunt d'actuacions orientades a minimitzar els efectes d'una emergència quan ja està succeint.
- Informació i sensibilització: accions encaminades a fomentar l'autoprotecció entre la ciutadania, donant a conèixer les mesures de prevenció i d'actuació davant d'una situació de risc.
- Rehabilitació: tasques i gestions encaminades al restabliment dels serveis essencials, a la valoració dels danys i a l'atenció i el suport als damnificats un cop finalitzada la situació que ha provocat l'emergència.

## Organització de la protecció civil a Catalunya
La Direcció General de Protecció Civil de la Generalitat de Catalunya és l'organisme encarregat de desenvolupar el sistema de protecció civil de Catalunya, els seus recursos i estructures associades i els dispositius necessaris per a la seva coordinació.
El sistema de protecció civil està format per:
- Serveis públics, formats pels serveis d'emergència (bombers, policia, emergències mèdiques, 112...) i serveis tècnics competents en riscos concrets (Servei Meteorològic de Catalunya, Agència Catalana de l'Aigua...)

- Serveis d'autoprotecció de les activitats i instal·lacions, públiques o privades, que poden generar o patir una emergència greu.

- Voluntariat de protecció civil, que està integrat en l'àmbit municipal.

D'altra banda, hi ha tres àmbits o administracions competents en matèria de protecció civil:
- Els municipis en l'àmbit local, amb l'alcalde o alcaldessa com a autoritat local

- La Generalitat de Catalunya en el conjunt de Catalunya, amb el conseller o consellera del Departament d'Interior com a màxima autoritat de protecció civil a Catalunya

- L'Administració General de l'Estat en el cas dels riscos nuclear i bèl·lic i les emergències declarades d'interès nacional, amb el ministre o ministra de l'Interior com a autoritat estatal de protecció civil.

Les autoritats de protecció civil ocupen la direcció dels plans de protecció civil (plans d'emergència) corresponents en cada cas.
Els consells comarcals o les diputacions no tenen competències directes en matèria de protecció civil, però sí que poden donar suport als municipis en els seus àmbits respectius.
En cas de situació de risc o emergència greu, Protecció Civil dona suport a les autoritats de protecció civil (Generalitat i locals) en la presa de decisions de mesures d'emergència per protegir la població. Ho fa a través del Centre de Coordinació Operativa de Catalunya (CECAT), recollint, analitzant i difonent la informació dels riscos i emergències i les possibles afectacions, amb la col·laboració de tots els serveis implicats i de les activitats afectades.
A més, s'informa a la població tant de les mesures d'autoprotecció com de les instruccions de les autoritats que han d'aplicar en cada cas.
També dona suport a l'actuació dels serveis d'emergència sobre el terreny facilitant informació i proposant a les autoritats mesures d'emergència a la població que facilitin l'actuació d'aquests serveis d'emergència.

## Associacions de voluntariat de protecció civil de Catalunya
El voluntariat de protecció civil a Catalunya possibilita la participació ciutadana de forma regular en tasques de protecció civil com a recurs del municipi en el desenvolupament de les seves funcions en matèria de protecció civil. Aquesta col·laboració es realitza per mitjà de les associacions de voluntaris de Protecció Civil, que depenen del municipi amb el qual acorden la col·laboració mitjançant un conveni.
Les associacions de voluntariat de protecció civil a Catalunya estan inscrites en el registre especial de la Direcció General de Protecció Civil, i el seu àmbit d’actuació és el terme municipal, però poden intervenir fora del municipi si ho requereix una altra autoritat de protecció civil, com un altre alcalde o el conseller d’Interior i Seguretat Pública.
A inicis del 2025, a Catalunya hi ha registrades més de 160 associacions de voluntariat de protecció civil que suposen més de 1.600 persones voluntàries.
Les actuacions del voluntariat de protecció civil es centren en:
- La planificació, identificant riscos i donant suport en l’elaboració, implantació i manteniment de plans de protecció civil
- La sensibilització de la població, informant a la població dels riscos que la poden afectar i les mesures d’autoprotecció que han de prendre.
- Dispositius preventius, com en grans concentracions de persones o vigilància forestal, identificant situacions d’emergència, alertant els equips interns i el 112 i duent a terme una primera actuació.
- L’atenció a la població afectada i la logística en situacions de risc o emergència.
- Mesures preventives per minimitzar el risc.
- Col·laborar en recerques municipals
- I actuacions de suport als altres grups d’actuació.

Per a ser nomenat com a persona voluntària de protecció civil d'un municipi, abans s'ha de superar el Curs bàsic per a voluntariat de protecció civil, que organitza l'Institut de Seguretat Pública de Catalunya (ISPC) a través de l'Escola de Bombers, Protecció Civil i Agents Rurals de Catalunya.
Per a crear una nova associació de voluntariat de protecció civil cal estar en coordinació amb el municipi, ja que les associacions han de ser reconegudes pel consistori, tenir-hi un conveni i treballar-hi conjuntament en les diferents actuacions que es realitzin.
A la Catalunya del nord l'estructura és també en format d'associacions. En canvi, a bona part de l'estat espanyol el voluntariat de protecció civil s'estructura en agrupacions, dependents directament del consistori, i a Andorra el 18 de setembre del 2024 es va crear el Cos de Voluntaris de Protecció Civil per tal de definir l'àmbit d'actuació del voluntariat, els requisits d'accés, el procés d'incorporació, així com els seus drets i deures.

## Legislació
- Llei 4/1997, de 20 de maig, de protecció civil de Catalunya
- Llei 2/1985, de 21 de gener, de protecció civil d'Espanya
- Decret 210/1999, del 27 de juliol pel qual s'aprova l'estructura del contingut per a l'elaboració i homologació dels plans de protecció civil municipals

## Plans de protecció civil de Catalunya
Els plans de protecció civil són eines de planificació que estableixen el funcionament i l'organització dels recursos humans i materials per millorar la resposta davant d'emergències o risc greu. Els plans de protecció civil poden ser territorials, especials i d'autoprotecció.
Els plans de protecció civil són eines de planificació que estableixen el funcionament i l'organització dels recursos humans i materials per millorar la resposta davant d'emergències o risc greu. Els plans de protecció civil poden ser territorials, especials i d'autoprotecció.
- Els plans territorials preveuen, amb caràcter general, les emergències que es poden produir en el seu àmbit. Els nivells bàsics de planificació són el conjunt de Catalunya i els municipis, tot i que poden haver-hi plans d'àmbit territorial supramunicipal.
- Els plans especials es refereixen a riscos concrets, la naturalesa dels quals requereix uns mètodes tècnics i científics per avaluar-los i tractar-los. Aquests plans s'han d'elaborar d'acord amb les directrius bàsiques previstes a la norma.
- Els plans d'autoprotecció preveuen, per a empreses, centres i instal·lacions determinades, les actuacions en cas d'emergència que es puguin produir com a resultat de la seva pròpia activitat i les mesures de resposta en cas de situacions de risc, catàstrofes i calamitats públiques que els puguin afectar.

El Document únic de protecció civil municipal (DUPROCIM) inclou els plans d’actuació municipal (PAM) per a cada risc especials, i el Pla bàsic d’emergència municipal (PBEM), que és de caràcter multirisc i serveix per als riscos que no són considerats especials.
L'homologació de plans de protecció civil correspon a la Comissió de Protecció Civil de Catalunya. Posteriorment es formalitza la inscripció en el Registre general de plans de protecció civil.

### Plans territorials
Els plans territorials preveuen amb caràcter general les emergències que es poden produir en el seu àmbit. Els nivells bàsics de planificació són el conjunt de Catalunya i els municipis. Això no obstant, poden haver-hi plans d'àmbit territorial supramunicipal. Els plans territorials existents són:
- Pla territorial de protecció civil de Catalunya (PROCICAT).
- Pla bàsic d’emergència municipal (PBEM)
- Plans de protecció civil Municipals
- Plans supramunicipals, en especial, plans comarcals d'assistència i suport als municipis.

### Plans especials
Els plans especials es refereixen a riscos concrets, la naturalesa dels quals requereix uns mètodes tècnics i científics adequats per a avaluar-los i tractar-los. Aquests plans s'han d'elaborar d'acord amb les directrius bàsiques previstes a la normativa. Els plans especials vigents a Catalunya són:
- Pla especial per a emergències aeronàutiques de Catalunya (AEROCAT)

- Pla especial d'emergències per allaus a Catalunya (ALLAUCAT)

- Pla especial d’emergències per contaminació de les aigües marines a Catalunya (CAMCAT)

- Pla especial d'emergències per incendis forestals de Catalunya (INFOCAT)

- Pla especial d'emergències per inundacions de Catalunya (INUNCAT)

- Pla especial d'emergències per nevades a Catalunya (NEUCAT)

- Plans especials d’emergències exteriors del sector químic (PLASEQCAT i PLASEQTA)

- Pla especial per a emergències radiològiques de Catalunya (RADCAT)

- Pla especial d'emergències sísmiques a Catalunya (SISMICAT)

- Pla especial d'emergències per accidents en el transport de mercaderies perilloses per carretera i ferrocarril a Catalunya (TRANSCAT)

- Pla especial d’emergències per pandèmies a Catalunya

- Pla especial d'emergències per risc de vent a Catalunya (VENTCAT)

A nivell dels municipis, cal que tinguin un pla d’actuació municipal (PAM) per cada risc especial.

### Plans d'autoprotecció
L'autoprotecció és el conjunt de mesures (procediments, sistemes i organització) implantades en un determinat àmbit (edificis, instal·lacions, nuclis habitats, solars, activitats, centres, etc) exposat a una o a diverses situacions de risc, destinades a preveure, prevenir i controlar-ne el risc, donar resposta adequada a les emergències i garantir la integració d’aquestes actuacions a les del sistema públic.
La normativa de referència és el Decret 30/2015, de 3 de març, pel qual s’aprova el catàleg d’activitats i centres obligats a adoptar mesures d’autoprotecció i es fixa el contingut d’aquestes mesures.
L’objectiu del Decret és regular les actuacions destinades a assegurar l’aplicació de mesures d’autoprotecció a les empreses i, en general, a les entitats i als organismes que fan activitats que poden generar situacions de greu risc col·lectiu, de catàstrofe o de calamitat pública, i també als centres i a les instal·lacions i a les seves dependències, públics i privats, que poden resultar afectats de manera especialment greu per situacions d’aquest caràcter.

### Altres procediments per a la gestió de les emergències
- Protocol d'atenció a les persones davant emergències greus a Catalunya (APCAT)
- Procediments de resposta per a emergències a Montserrat (PEMONT)
- Guia de recomanacions per a l’adaptació de la resposta a les emergències a la diversitat de la nostra societat

## Defensa civil
La defensa civil actua en tots els estadis de la gestió integral de risc: En la prevenció, a llarg termini, a mitjà termini i a curt termini, és l'encarregada de declarar l'alerta, l'emergència; coordina les accions destinades a mitigar les situacions d'emergència; participa en els programes de reconstrucció, un cop passada la situació d'emergència.
Exemple de defensa civil a Xile: 
També és un conjunt de persones representatives d'una comunitat, que desenvolupen i executen activitats de defensa civil en un determinat lloc, orientant les accions a protegir la integritat física de la població i el seu patrimoni, davant els efectes dels fenòmens naturals o tecnològics que generen desastres.
El Comitè de defensa civil és la cèl·lula bàsica operativa del Sistema Nacional de defensa civil - SINADECI, des d'on genera i propaga l'accionar de la defensa civil a nivell nacional. Té caràcter permanent, per tant, el seu funcionament és continu, distingir-se dues etapes, en la Prevenció i en l'Atenció de Desastres.
Els Comitès de defensa civil s'organitzen internament en comissions.
Classes de Comitès de defensa civil
El Comitè de defensa civil Regional, El Comitè de defensa civil Provincial, El Comitè de defensa civil Districtal, També poden constituir Comitès de defensa civil en els caseríos o Annexos, on existeixi Agent Municipal.
Presidents dels Comitès de defensa civil
El Comitè de defensa civil Regional és presidit pel President del Govern Regional i en absència d'aquest, assumeix la presidència el Secretari Tècnic del Govern Regional, o qui faci les seves vegades. El Comitè de defensa civil Provincial és presidit per l'Alcalde Provincial i en absència d'aquest, assumirà la presidència el Tinent d'Alcalde i per impediment d'aquest, el Regidor que per aquest efecte, determini el Consell Municipal. El Comitè de defensa civil Districtal és presidit per l'Alcalde Distrital i en absència d'aquest, assumirà la presidència el Tinent d'Alcalde i per impediment d'aquest, el Regidor que per aquest efecte, determini el Consell Municipal. El Comitè de defensa civil del Caserío o Annex, és presidit per l'Agent Municipal.
Organització i Direcció
La defensa civil es concep com un sistema de mesures defensives de caràcter estatal, portades a terme en temps de pau i durant les situacions excepcionals, amb el propòsit de protegir la població ia l'economia nacional contra els mitjans de destrucció de l'enemic i en els casos de desastres naturals o altres tipus de catàstrofes, així com de les conseqüències del deteriorament del medi ambient. També comprèn la realització dels treballs de salvament i reparació urgent d'avaries en els focus de destrucció o contaminació. El president del Consell d'Estat dirigeix la defensa civil mitjançant el Ministeri de les Forces Armades Revolucionàries, que per a això compta amb l'Estat Major Nacional de la defensa civil.
Els presidents de les Assemblees Provincials i Municipals del Poder Popular són els caps de la defensa civil en el territori corresponent i compten per a aquesta tasca amb petits òrgans professionals.